# Gastrosaccus daviei
Gastrosaccus daviei är en kräftdjursart som beskrevs av Mihai Bacescu och Udrescu 1982. Gastrosaccus daviei ingår i släktet Gastrosaccus och familjen Mysidae. Inga underarter finns listade i Catalogue of Life.